# Poche de Royan et de la pointe de Grave
Notes
La ville de Royan est détruite à 80 % lors du raid aérien du 5 janvier 1945.
Seconde Guerre mondiale
Batailles
2e campagne de France
- Corse
- Limousin
- Ain et Haut-Jura
- Les Glières
- Ascq
- Division Brehmer
- Mont Mouchet
- Opérations SAS en Bretagne
- Bataille de Normandie
- Guéret
- Brigade Jesser
- Cornil
- 1er Tulle
- 2e Tulle
- Argenton-sur-Creuse
- Oradour-sur-Glane
- 1er Ussel
- Saint-Marcel
- Saffré
- Mont Gargan
- Vercors
- Penguerec
- Lioran
- Égletons
- 2e Ussel
- Débarquement de Provence
- Port-Cros
- La Ciotat
- Toulon
- Martigues
- Marseille
- Nice
- Rennes
- Saint-Malo
- Brest
- Paris
- Mont-de-Marsan
- Montélimar
- Maillé
- Écueillé
- La Saulx
- Meximieux
- Nancy
- Colonne Elster
- Dunkerque
- Arracourt
- Saint-Nazaire
- Lorient
- Metz
- Royan et de la pointe de Grave
- Campagne de Lorraine
- Colmar

Front d'Europe de l'Ouest
Front d'Europe de l'Est
Campagnes d'Afrique, du Moyen-Orient et de Méditerranée
Bataille de l'Atlantique
Guerre du Pacifique
Guerre sino-japonaise
La poche de Royan et de la pointe de Grave (en allemand Festungen Girondemündung Nord und Süd — c'est-à-dire forteresses Nord et Sud de l'embouchure de la Gironde) est l'une des poches de l'Atlantique, nom donné aux quelques poches de résistance allemande  qui ont subsisté sur le littoral nord-européen pendant la Seconde Guerre mondiale, entre la fin de la bataille de Normandie et le début de la libération de la France en août 1944 et la capitulation allemande en mai 1945. Ces poches visaient à empêcher les Alliés de s'emparer des grands ports qu'elles protégeaient. La poche de Royan et de la pointe de Grave qui bloquait l'accès maritime au port de Bordeaux, était constituée de deux parties de part et d'autre de l'estuaire de la Gironde : une zone de 500 km2 (dite Gironde Nord) qui s'étendait du sud de l'île d'Oléron jusqu'à la hauteur de l'estuaire, comprenant la presqu'île d'Arvert et centrée sur la ville de Royan, et une zone de 200 km2 (dite Gironde Sud) constituée par la pointe de Grave jusqu'à Saint-Vivien-de-Médoc et Vensac
Au contraire des autres poches dont les Alliés se contenteront du blocus jusqu'à la fin du conflit, la poche de Royan et de la pointe de Grave sera reprise par l'armée française en avril 1945, au prix de lourdes pertes et de destructions, cette reprise se faisant plus pour des raisons politiques que stratégiques, alors que la fin de la guerre était proche. 

## Présentation de la forteresse
Constituant un des principaux verrous de l'estuaire de la Gironde et du port de Bordeaux, la poche de Royan comprend la totalité de la presqu'île d'Arvert, soit un ensemble compris entre le sud de l'île d'Oléron et l'estuaire de la Seudre au nord, une ligne Saujon-Cozes au nord/nord-est et les rives de l'estuaire au sud. La ville de Royan, transformée en forteresse, ceinturée par une double, voire triple ceinture de champs de mines et d'ouvrages fortifiés, est au cœur de ce dispositif.
La défense lointaine est assurée par deux batteries lourdes d'une portée de 30 km : la première, appelée Marine-Küsten-Batterie « Gironde », est située à hauteur de la pointe de la Coubre et comprend deux pièces d'un calibre de 240 mm placées sur un support en béton, la seconde, édifiée à proximité du fort du Verdon au Verdon-sur-Mer (zone sud), comprend deux pièces d'un calibre de 280 mm placées sur des plates-formes tournantes, elles-mêmes reposant sur voie ferrée.
Entre ces deux batteries on trouve plusieurs batteries de calibres plus petits : dans la zone nord, à la pointe de la Coubre, à la Grande Côte et au phare de Terre-Nègre à Saint-Palais-sur-Mer, au Chay, à la pointe de Suzac, dans la zone sud, à la pointe de Grave, aux Huttes. On trouve également de nombreux blockhaus sur le littoral et des obstacles en tous genres (pieux, chevaux de frise, barbelés, « asperges de Rommel ») sur les plages.
On trouve principalement deux lignes de défense terrestre en avant du réduit de Royan (fossés anti-char) et en avant du Verdon (fossés anti-char et champs de mines). Après l'évacuation de la 1re armée allemande, une nouvelle ligne de défense est aménagée une dizaine de km en avant de la première qui s'appuie notamment au nord sur le marais de la Seudre et au sud sur le marais de la pointe de Grave.
Au total la forteresse comprend 300 canons et une importante défense anti-aérienne (flak) et est placée sous le commandement du contre-amiral Michahelles.
Les principaux sites de commandement sont l'hôtel du Golf, à Pontaillac (siège de l'état-major de la marine) et la kommandantur, à Foncillon. 5 500 hommes sont chargés de défendre la forteresse : le bataillon « Tirpitz » en avant-garde sur la Seudre et le 1er régiment de Royan.

## Les forces françaises devant la poche
Le général De Gaulle se rend à Saintes le 18 septembre 1944 pour rencontrer les principaux responsables des unités militaires issues de la Résistance, et engagées dans la libération du pays, dont le colonel Adeline, ancien responsable des FFI de Dordogne.
Lors de sa visite, il fait connaître son intention de voir réduites les poches tenues par les Allemands sur le littoral français par des actions offensives, insistant sur le fait qu'on ne doit pas se contenter de garder des prisonniers, en d'autres termes de rester inactifs.
Il nomme, deux semaines après sa venue à Saintes, le colonel Adeline, ancien responsable des FFI de Dordogne, commandant des opérations du secteur de la Rochelle et du secteur de Royan - pointe de Grave.
Le 14 octobre 1944 sont créées les Forces françaises de l'Ouest (FFO) (QG à Cognac) dirigées par le général de Larminat, alors sur le front de l'Allemagne avec la 1re armée de De Lattre. Il est secondé par le général d'Anselme, par l'amiral Ruë pour les forces navales et par le général Corniglion-Molinier pour les forces aériennes.
Puis, Larminat désigne un commandant par secteur. Le colonel Adeline devient commandant du secteur de Royan, le colonel de Milleret, ancien responsable de la brigade Carnot commandant du secteur de la pointe de Grave et le colonel Chêne, ancien chef de maquis de la Vienne, commandant du secteur de La Rochelle.
Selon l’historien Stéphane Weiss, dans un souci de maintien de l'ordre, « au printemps 1945, les opérations les plus sensibles sont confiées aux troupes régulières. L’attaque principale de Royan est menée par le 4e Zouaves, le 6e BPTNA [bataillon porté de tirailleurs nord-africains] et les chars de la 2e DB, tandis que les unités FFI sont chargées des actions annexes, certes nécessaires mais moins décisives. Cette première place donnée à Royan a toutefois un prix : au regard des journaux de marche, hors éléments de la 2e DB, les unités régulières perdent 93 tués, soit 56 % des 167 tués recensés devant Royan. Au 4e Zouaves, à qui incombe le nettoyage des ruines de Royan, les pertes sont particulièrement lourdes, avec 9 % de son effectif théorique. Dans la Pointe de Grave, les troupes coloniales, qui ont compté pour un cinquième des effectifs engagés, perdent 59 tués et 148 blessés, soit 30 % des 197 morts et 18 % des 843 blessés inventoriés. »

### Ordre de bataille

#### Forces françaises
- Régiment de marche d'Afrique équatoriale française et Somalie (bataillon de marche somali, bataillon de marche n° 14 et bataillon de marche n° 15) ;
- D'après Pierre Sergent (dans La Revanche, second tome de son ouvrage Les Voies de l'honneur), un bataillon de Légion étrangère était également impliqué.
- Forces françaises de l'intérieur sous le commandement du colonel Adeline ;
  - Armée secrète de Dordogne groupements Z, RAC et Roland,
  - FTP de Charente groupement Bernard.
  - OCM des Landes, dirigé par Léonce Dussarrat.
  - On note également la présence de nombreux chars français repris à l'ennemi : B1bis et des SOMUA S35, regroupés au sein du 13e régiment de dragons et du bataillon "Foch", plus un soutien de quelques unités de la 2e division blindée (équipée de chars Sherman )

#### Forces allemandes
- 5 000 hommes et 106 officiers commandés par le colonel Pohlman ;
  - artillerie importante mais pas de chars, pas d'aviation et pas d'essence.
- 218 ouvrages côtiers bétonnés entre Ronce et Suzac tournés vers la mer ;
- front de la Seudre, protégé par les marais et les marins du bataillon Tirpitz, qui sont des rescapés des navires coulés en rade de Royan en août ;
- Trois centres de défense principaux entourent Royan, à Jaffe, Belmont et Vaux avec de nombreux bunkers ;
- Toutes les plages sont obstruées par des défenses anti-tanks ;
- 1 229 hectares sont minés, avec 180 000 mines antipersonnel et 35 000 mines antichars.

## Les opérations militaires et les redditions

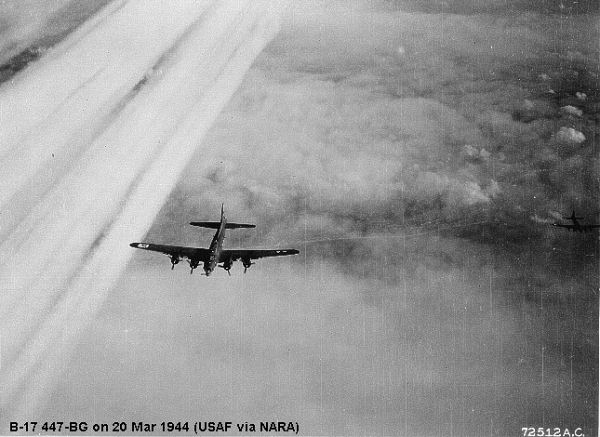
Le 447th Bomb Group de l'US Air Force a participé au raid aérien sur Royan.

Comme le dit l'historien Rémy Desquesnes : « Dans l'histoire des poches allemandes sur le littoral français, il y a une originalité royannaise, comme il y a une originalité rochelaise. Mais le destin de Royan apparaît comme l'inverse de celui de La Rochelle : autant La Rochelle est l'exemple de la diplomatie, des accommodements et de la recherche d'un règlement arrangé du conflit en voie d'achèvement, autant Royan est l'exemple du baroud d'honneur, de la fureur guerrière poussée à son paroxysme, du déchaînement de la violence et du combat coûte que coûte. »
Le plan de reconquête du littoral atlantique encore occupé par les Allemands ne prévoyait pas un assaut sur l'ensemble du front des poches, mais une offensive limitée devant se dérouler en plusieurs phases. La première étape consistait à s'emparer de la forteresse de Royan, la plus petite des poches, celle qui avait la plus faible garnison et qui, selon les renseignements, était le plus dépourvue de moyens de combat. Une fois Royan prise, l'état-major prévoyait dans la foulée de poursuivre avec un débarquement sur l'île d'Oléron, puis dans une troisième étape contre La Rochelle, puis enfin contre Saint-Nazaire.
La première étape (attaque de Royan) avait pour nom de code « opération Indépendance » et était prévue pour la fin de l'automne 1944. Cette date était repoussée en raison de l'offensive des Allemands dans les Ardennes de décembre 1944. Le 10 décembre 1944 a lieu au QG de Cognac une rencontre entre le général Royce (en), commandant de la First Tactical Air Force et le général Corniglion-Molinier pour mettre au point le futur raid aérien devant ouvrir l'opération Indépendance.
Le raid aérien sur Royan démarre le 5 janvier 1945 par le largage de plus de 2 000 t de bombes par plusieurs centaines de bombardiers Lancaster. Ce raid détruit la ville de Royan à 95 % avec plus de 500 victimes civiles et plus de 1 000 blessés parmi les habitants qui, en dépit des ordres, avaient refusé d'abandonner leur demeure. Ce bombardement n'empêche pas les Allemands de mener des patrouilles le long du front et à repousser les dizaines d'assauts menés par les Français, notamment sur la Seudre.
Le 25 mars 1945, le commandement des Forces françaises du Sud-Ouest (FFSO) confié depuis octobre 1944 au colonel Adeline est dissous par Larminat. À la place est créé un seul commandement dénommé Détachement de l'armée de l'Atlantique (DAA) sous les ordres du général de Larminat. Le DAA est renforcé de plusieurs bataillons coloniaux autorisés par Eisenhower à quitter le front du Reich pour le front de l'Atlantique.
L'opération Indépendance est rebaptisée « opération Vénérable ». Elle démarre le 15 avril 1945 par un nouveau bombardement par les forces aériennes américaines de la 8th Air Force, est suivie d'un bombardement par les canons de marine des croiseurs de l'amiral Joseph Rüe et enfin par un bombardement terrestre effectué par une brigade d'artillerie lourde américaine. L'offensive terrestre est menée par une division de marche « Gironde » (23 700 hommes) confiée au général d'Anselme (future 23e division d'infanterie) et une brigade dite « d'Oléron » (6 700 hommes) sous le commandement du colonel Adeline, appuyées par les blindés de la 2e DB et d'autres formations cuirassées (13e régiment de dragons, bataillon « Foch »), et le 4e régiment de zouaves. En tout, ce sont plus de 30 400 hommes qui sont déployés au sol. L’opération s’achève le 17 avril 1945. Le contre-amiral Hans Michahelles remet sa reddition et celle de ses hommes au capitaine Edmond Voillaume, du 13e régiment de dragons. Il est mis aux arrêts et fait prisonnier de guerre par les gendarmes qui accompagnent les troupes.  
Les combats se poursuivent dans la presqu'île d'Arvert, notamment au niveau de la forêt de la Coubre où les bunkers sont tenus par les marins du bataillon « Tirpitz ». Le 20 avril 1945, les troupes du colonel de Milleret, soutenues par l'aviation française de reconnaissance et de bombardement, négocient et obtiennent la capitulation des forces allemandes de la pointe de Grave. Ces différents combats se soldent par la mort de 364 soldats français et 47 civils et plus de 500 blessés (soldats et civils). Du côté allemand, les pertes sont estimées à un millier de morts et autant de blessés.
Après Royan, le commandement lance un débarquement sur l'île d'Oléron (opération Jupiter). Une journée suffit pour obtenir la reddition de la garnison le 30 avril 1945. Devait suivre ensuite l'« opération Mousquetaire » visant à attaquer la poche de La Rochelle. L'opération est annulée compte tenu de la signature le 4 mai 1945 de la capitulation partielle à Lunebourg, où le grand amiral Karl Dönitz signale que la guerre européenne est « terminée ». Le colonel Adeline se réjouit de cette annulation, lui qui avait toujours critiqué l'opération Mousquetaire.

## Royan, une destruction contestable
Selon Rémy Desquesnes, « Avec le recul, on peut, aujourd'hui, se poser la question de savoir si on avait réellement besoin, au milieu du mois d'avril 1945, d'une telle démonstration de force sur la côte atlantique, alors qu'au même moment les Soviétiques s'emparaient, dans Berlin, de l'aéroport de Tempelhof ».
Le général Leclerc a qualifié l'opération de Royan de « mascarade ». C'est en participant à l'invasion du Reich que l'armée française pouvait, à coup sûr, se couvrir à nouveau de gloire et non en allant s'embourber « dans les parcs à huîtres de Marennes ».
Desquesnes ajoute : « On peut soutenir que l'opération de prestige menée tardivement sur Royan est une victoire puérile, coûteuse et inutile ».
Cet avis est aussi partagé par un certain nombre de maquisards ayant participé aux combats aux abords de la ville. Philippe Papon, sous-lieutenant issu des FFI, indique que « plus de deux mille tonnes de bombes s'écrasèrent sur cette ville dans le but de tuer une centaine d'Allemands repliés sur quelques kilomètres en attendant l'abdication de leur pays ; personne ne comprenait rien à ce crime ». Il ajoute : « l'aviation n'avait détruit aucun objectif militaire, ni amoindri en quoi que ce soit le système défensif ennemi. On reste confondu devant un tel acte qui n’avançait pas d'une journée l'heure de la victoire ».
Du côté de la hiérarchie militaire, le général de Larminat, à la tête des Forces françaises de l'Ouest, parlait avec dédain de la convention signée entre Schirlitz et Meyer qui a permis pourtant de sauver des centaines de vies ainsi que le patrimoine urbain et portuaire de La Rochelle. D'autres chefs militaires apparaissent comme n'ayant pas été avertis de l'opération comme le colonel Adeline, commandant du secteur de Royan.
Selon l'historien américain Howard Zinn qui avait participé à l'opération, ces bombardements visaient des soldats allemands, qui s'étaient repliés en attendant la reddition de l'Allemagne et ne représentaient donc plus un quelconque danger militaire. Ils sont l'occasion d'expérimenter de nouvelles armes au napalm. Ces attaques tuèrent non seulement des soldats mais aussi des civils français. Neuf ans plus tard, Zinn retourna à Royan pour consulter des documents ayant trait à cette opération et interviewer des habitants. Dans ses livres The Politics of History et The Zinn Reader, puis La Bombe, de l’inutilité des bombardements aériens (2011), il décrit comment le bombardement fut décidé par la hiérarchie militaire pour des raisons qui tenaient plus à des considérations carriéristes qu'à des objectifs militaires légitimes,,.

## Nécropole nationale de Rétaud

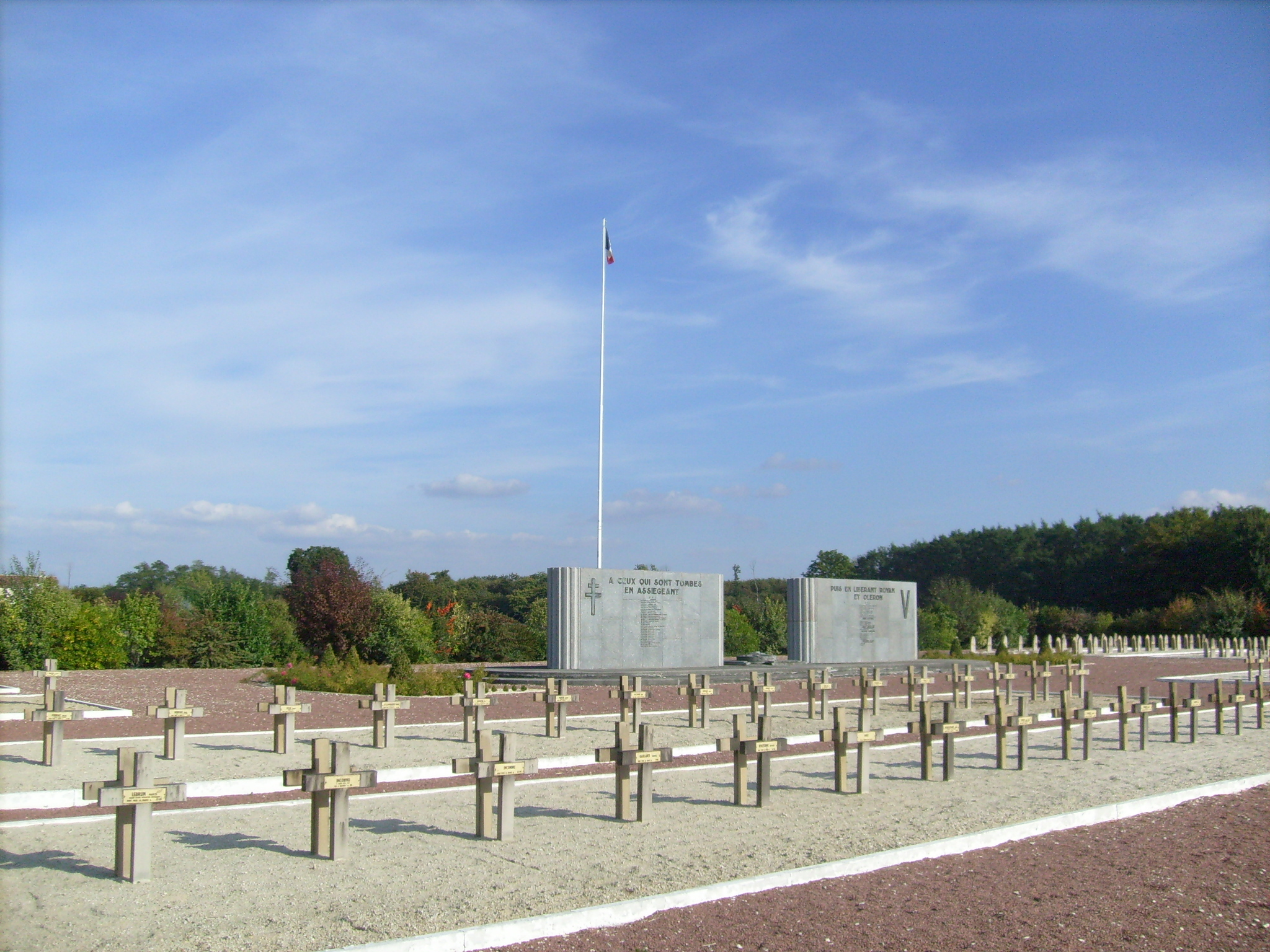
La nécropole nationale de Rétaud, entre Royan et Saintes.

Le cimetière national, déclaré nécropole nationale de Rétaud, le 3 mars 1950, accueille 330 tombes dont 129 sont ornées de stèles musulmanes. Elles contiennent les dépouilles de combattants morts à la suite des assauts menés par l'armée constituée pour libérer Royan puis La Rochelle sous les ordres du général de Larminat.

## Hommages
Au cours de l'« opération Vénérable » destinée à réduire la poche de Royan, le 4e régiment de zouaves (4e RZ) prend la plus large part dans la victoire. Le total des pertes de l'opération pour ces quatre journées est de 154 tués et 700 blessés. Le 4e RZ compte à lui seul 60 tués, dont 45 musulmans (principalement tunisiens), et 250 blessés. Il fait plus de 2 000 prisonniers et reçoit une neuvième palme à la croix de guerre de son drapeau,,.

### Nom de rues
Il existe une Avenue du 4e Zouave à Royan et à Médis.

### Inscriptions de bataille
L'inscription de bataille Royan 1945 est attribuée au drapeau du : 
- 4e régiment de zouaves (4e RZ)

Une stèle rappelle la présence du Général de Gaulle à Arvert le 22 avril 1945.

### Citations collectives
Le 4e régiment de zouaves et le bataillon de marche somali (BMS) furent cités à l'ordre de l'Armée pour leurs faits d'armes.
« Engagé avec toutes ses unités en premier échelon, dont deux bataillons sous les ordres du lieutenant-colonel Roy, dans les opérations de réduction de la poche de Royan, les 14, 15, 16 et 17 avril 1945, vient de donner une nouvelle preuve de ses qualités guerrières. Franchissant avec audace et rapidité les champs de mines, attaquant ensuite les casemates blindées, notamment celles des positions fortifiées de Belmont et de Jaffe, s'est emparée au prix de combats acharnés du camp retranché de Royan, ou l'ennemi avait accumulé ses moyens de défense ; lui a infligé des pertes sévères, lui faisant plus de 2 000 prisonniers dont l'amiral commandant en chef et tout son état-major, et lui prenant un matériel de guerre considérable. »
— 2e citation à l'ordre de l'armée du 4e régiment de zouaves pour sa participation à la réduction de la poche de Royan du 14 au 17 avril 1945. Décision no 765. Charles de Gaulle
« Bataillon qui, sous le commandement calme et énergique du chef de bataillon Bentzmann a, par sa valeur, sa bravoure et son opiniâtreté, réussi le 15 avril 1945, le franchissement de vive force, sous le feu violent et ajusté de l’ennemi, de la ligne d’eau du Gua, large de plus de 400 mètres. Par son habile manœuvre a fait tomber les éléments de défense ennemis du pont du Gua. Dans la journée du 18 avril a bousculé l’ennemi sur les fortes positions d’un fossé antichars et, d’un seul élan, a enlevé le village du Vieux Soulac, ainsi que l’ensemble très fortement bétonné et vigoureusement défendu des ouvrages constituant le poste de commandement de la forteresse ennemie de la pointe de Grave. Au cours de ces deux journées de combat, a fait 300 prisonniers . »
— Citation à l'ordre de l'armée attribuée au bataillon de marche somali (BMS) du régiment de marche d’Afrique équatoriale française et somalie pour avoir réussi le franchissement de la ligne d’eau du Gua au cours des combats de la pointe de Grave, Décision no 1 058 du 20 août 1945, Charles de Gaulle.